# Притаёжный
Притаёжный — упразднённый посёлок в Тисульском районе Кемеровской области. На момент упразднения входил в состав Берчикульского сельского поселения. Исключен из учётных данных в 1997 году.

## География
Располагался восточнее региональной дороги 32К319 «Тисуль — Комсомольск — Большая Натальевка — Центральный», на расстоянии примерно 3 км по прямой к юго-западу от поселка Тисуль.

## История
В 1975 году Указом Президиума ВС РСФСР посёлок Крольчатник переименован в Притаёжный.

## Население
| 1970 | 1979 | 1989 |
| ---- | ---- | ---- |
| 73   | ↘33  | ↘0   |